# Littlehampton
Littlehampton – miasto w dystrykcie Arun w hrabstwie West Sussex w Anglii. Littlehampton położone jest na wschodnim brzegu ujścia rzeki Arun.
Miasto początkowo było wioską, potem portem rybackim, a od osiemnastego wieku do dziś to wczasowisko na południowym brzegu Anglii. Ludność miasta wynosi 25 593 mieszkańców (2001), a Konurbacja dookoła Littlehampton liczy 55 000 mieszkańców.

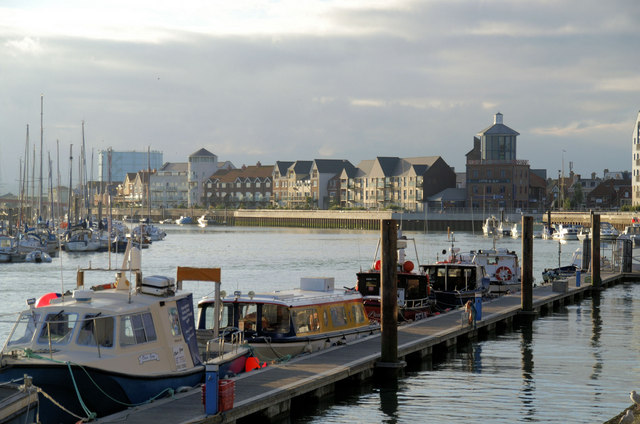
Rzeka Arun i śródmieście Littlehampton